# لو روبر
شهر لو روبر (به فرانسوی: Le Robert) در شهرستان مارتینیک در ناحیه مارتینیک با جمعیت ۲۳٬۸۵۶ نفر در کشور فرانسه واقع شده‌است